# Olympus Rupes
Olympus Rupes és un grup de penya-segats al llarg de la cara nord de l'Olympus Mons, la muntanya més gran de Mart i el volcà més gran del sistema solar. També forma la frontera nord de la muntanya.